# Allen West (chitarrista)
Allen West (Brandon, 17 ottobre 1967) è un chitarrista statunitense, è stato membro dei Massacre, Obituary e Six Feet Under, è considerato come una figura importante del genere Death metal negli anni '80.

## Carriera musicale
West formò i Massacre nel 1983, quando frequentava il liceo la sua seconda band furono gli Xecutioner,che in seguito si evolvettero negli Obituary.
West cofondò i Six Feet Under con il cantante dei Cannibal Corpse Chris Barnes nel 1993, inizialmente un side-project di Barnes , divenne una vera e propria band nel 1995 dopo l'uscita di Barnes dai Cannibal Corpse, West rimase nella formazione di tale band fino al 1997, registrando due album e un EP.
Nel 2007 esce dagli Obituary a causa di un arresto per guida in stato d'ebbrezza. L'anno successivo forma i Lowbrow. nel 2013 viene arrestato un'altra volta e sconta una pena di 15 mesi in prigione.